# Cymothoida
Cymothoida es un suborden de crustáceos isópodos.

## Taxonomía
Se reconocen el infraorden y las superfamilias y familias siguientes:
- Superfamilia Anthuroidea Leach, 1814
  - Antheluridae Poore & Lew Ton, 1988
  - Anthuridae Leach, 1814
  - Expanathuridae Poore, 2001
  - Hyssuridae Wägele, 1981
  - Leptanthuridae Poore, 2001
  - Paranthuridae Menzies & Glynn, 1968
- Superfamilia Cymothooidea Leach, 1814
  - Aegidae White, 1850
  - Anuropidae Stebbing, 1893
  - Barybrotidae Hansen, 1890
  - Cirolanidae Dana, 1852
  - Corallanidae Hansen, 1890
  - Cymothoidae Leach, 1818
  - Gnathiidae Leach, 1814
  - Protognathiidae Wägele & Brandt, 1988
  - Tridentellidae Bruce, 1984

Infraorden Epicaridea
- Superfamilia Cryptoniscoidea Kossmann, 1880
  - Asconiscidae Bonnier, 1900
  - Cabiropidae Giard & Bonnier, 1887
  - Crinoniscidae Bonnier, 1900
  - Cryptoniscidae Kossmann, 1880
  - Cyproniscidae Giard & Bonnier, 1887
  - Dajidae Giard & Bonnier, 1887
  - Entophilidae Richardson, 1903
  - Hemioniscidae Bonnier, 1900
  - Podasconidae Giard & Bonnier, 1895
- Superfamilia Bopyroidea Rafinesque, 1815
  - Bopyridae Rafinesque, 1815
  - Colypuridae Richardson, 1905
  - Entoniscidae Kossmann, 1881
  - Ionidae H. Milne Edwards, 1840
  - Rhabdochiridae Richardson, 1905